# Институт космофизических исследований и распространения радиоволн ДВО РАН
Институт космофизических исследований и распространения радиоволн Дальневосточного отделения Российской академии наук — научно-исследовательский институт, расположенный в 26 км от г. Петропавловска-Камчатского. Был организован в 1987 году в результате объединения магнито-ионосферных станций на Дальнем Востоке России.
Институт занимается исследованием гелиофизических и геофизических процессов на Солнце, в космосе, в атмосфере и литосфере, развитием радиофизических, акустических и оптических методов исследования природных сред, а также поиском электромагнитных и акустических предвестников землетрясений.
ИКИР ДВО РАН имеет множество обсерваторий, расположенных в Камчатском и Хабаровском краях, Магаданской и Сахалинской областях, и в Чукотском автономном округе.